# Pelourinho de Arganil
O Pelourinho de Arganil é um pelourinho situado na freguesia de Arganil, no município de Arganil, distrito de Coimbra, em Portugal.
Os fragmentos montados que restam do pelourinho original estão classificados como Imóvel de Interesse Público desde 1933.
O Pelourinho existente é uma reconstituição datada de 1974, sob projecto do padre Nunes Pereira, que integrou os fragmentos do monumento original manuelino. Sobre uma plataforma quadrada de dois degraus ergue-se a colunam de base quadrangular e fuste em forma de feixe helicoidal, com capitel oitavado decorado com bolas. Sobre este conjunto eleva-se um colunelo de estrutura semelhante mas de menores dimensões, em que o pequeno fuste apresenta a hélice invertida em relação à do inferior. O remate é em pinha.